# Râul Ursana
Râul Ursana este un afluent al râului Olt. 